# Kurucz Dániel (színész)
Kurucz Dániel (Miskolc, 1992. október 6. –) magyar színész.

## Életpályája
A helyi Zrínyi Ilona Gimnáziumban érettségizett. 2011–2014 között a Pesti Magyar Színiakadémia tanulója volt. 2014–2019 között a Színház- és Filmművészeti Egyetem zenés színész szakán tanult. 2018-2024 között a Győri Nemzeti Színházban szerepelt. 2023-ban felvételt nyert a Debreceni Egyetem klasszikus ének szakára, amelyet 2024-ben kezd el.

## Fontosabb színházi szerepei

### Győri Nemzeti Színház
- A pincérfrakk utcai cicák (2024) ...I. Lajos, komondor
- EternalGames – A végtelen játékai (2024) ...Dini / Mori Kaito, szamuráj
- Valahol Európában (2023) ...Ficsúr
- Tűzön-vízen át (2023) ...Jókai Mór / hóhér / fiatalabb rendőr
- A víg özvegy (2023) ...Sebastian Cascade
- A képzelt beteg (2022) ...Rafinat, közjegyző
- Tom Sawyer kalandjai (2022) ...Huckleberry Finn
- Mindenkinek mindene – Apor Vilmos (2022) ...Államtitkár/Tiszt
- Minden jegy elkelt (2022) ...Jacobi Viktor / Szántó hadnagy / Lajos
- Puskás (2021) ...Kocsis Sándor
- Szerelmes Shakespeare (2021) ...Will
- Menyasszonytánc (2020) ...Bárány András
- Váratlan vendég (2020) ...Jan Warwick
- Szibériai csárdás (2019) ...Migray Péter
- Elisabeth (2019) ...Rudolf herceg
- Különös házasság (2018) ...gr. Buttler János

### Egyéb
- Bonnie és Clyde (Margitszigeti Szabadtéri Színpad, 2019) ...Buck Barrow, Clyde bátyja
- A Pál utcai fiúk (Vörösmarty Színház, 2017) ...idősebb Pásztor
- Viktória (Nagyváradi Szigligeti Színház, 2024) ...John Webster, nagykövet
- Viktória (Csokonai Színház, 2025) ...John Webster, nagykövet

## Filmes és televíziós szerepei
- Jóban Rosszban (2019) ...Tímár Samu
- A mi kis falunk (2019) ...Férfi